# ゾースト郡
ゾースト郡 (ドイツ語: Kreis Soest) は、ドイツ連邦共和国ノルトライン＝ヴェストファーレン州中東部、アルンスベルク行政管区に属す郡である。この郡は1975年1月1日に旧ゾースト郡と旧リップシュタット郡、旧アルンスベルク郡のアムト・ヴァールシュタイン、およびその他の郡のいくつかの以下、本項では便宜上「町」と記述するが合併して成立した。

## 地理

### 位置
ゾースト郡は、氷期に形成された北ドイツ低地と丘陵状のドイツ中低山地との移行部分に位置しており、ミュンスターラント南端にあたるハールシュトランゲを含んでいる。
ゾースト郡は北緯51°24'から51°43' (37.7 km)、東経7°50'から8°35' (52.6 km) の間に位置している。
北東の風のために、ハールシュトランゲの裏に数十万年の間に浮遊微細粉塵が堆積し、肥沃な黄土質のヘルヴェーク沃野（ヴェルル＝ウナ沃野、ゾースト沃野、ゲゼーケ沃野）が形成された。ヘルヴェーク沃野はマクデブルク沃野と並んでドイツで最も肥沃な土地の一つである。
リッペ川が郡域の北部を流れ、おおむねヴァーレンドルフ郡との境界をなしている。南部は、メーネタールがホーホザウアーラント郡との境界をなしている。
最高地点はヴァールシュタイン市の森の海抜 581.3 m、最低地点はリッペ低地の海抜 62.0 m である。

### 隣接する郡と市
ゾースト郡は、北から時計回りにヴァーレンドルフ郡、ギュータースロー郡、パーダーボルン郡、ホーホザウアーラント郡、メルキシャー郡、ウナ郡、郡独立市ハムと境を接する。

## 住民

### 人口推移
以下のリスト中、1975年以前の数値は1987年のゾースト郡の郡域における人口である。
- 1961年: 231,687（6月6日の人口調査結果）
- 1970年: 257,030（5月27日の人口調査結果）
- 1980年: 270,446
- 1987年: 266,693（5月25日の人口調査結果）
- 1990年: 277,333
- 2000年: 306,377
- 2005年: 308,856
- 2008年: 306,772（6月30日）
- 2010年: 304,917（6月30日）
- 2012年: 296,029（12月31日）

IT.NRWの統計によれば、Zensus 2011に基づく2015年6月30日現在のゾースト郡の人口は、298,199人である。
同じく IT.NRWの予測では、持続的な人口減少は2016年3月にも起こる。その後2014年から2040年までの産業人口は、人口統計学的変化（年齢構成）により、約 20.4 % 減少する。

## 行政

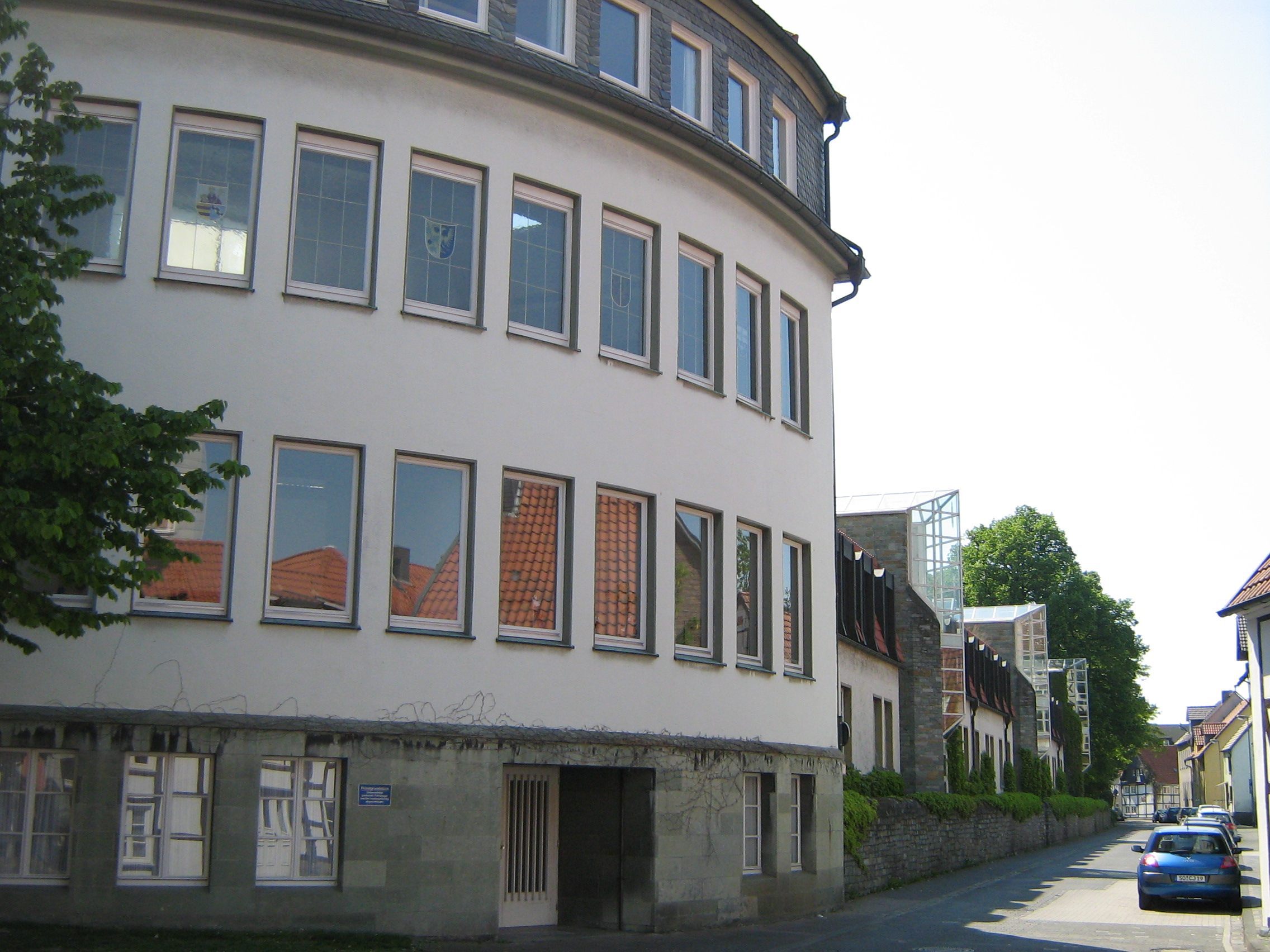
ゾースト郡の郡庁舎

### 郡長
郡長は、2007年9月9日の決選投票（第1回投票では過半数を核とした候補がいなかった）以降、CDUのエーファ・イルガングが務めている。彼女は任期中に、郡議会の議長、ゾースト郡の代表者、郡行政の指導者を統合して務める。行政指導代行者としてディルク・レネッケがクライスディレクターに任命されている。3名の郡長代理が、郡長の郡代表者の業務を補佐している。
エーファ・イルガング就任以前、1975年から3人が郡長に就任している。
- ヨーゼフ・ラウルフ（1975年 - 1989年）
- カーリン・ザンダー（1989年 - 1994年）
- ヴィルヘルム・リープニガー（1994年 - 2007年）1998年8月1日以降専任

### 郡議会
2014年5月25日の選挙で、郡議会の66議席は以下の通り、分配された。
|        | CDU    | SPD    | GRÜNE | Wähler- gruppe | FDP   | AfD   | DIE LINKE | SO!   | PIRATEN | 計               |
| ------ | ------ | ------ | ----- | -------------- | ----- | ----- | --------- | ----- | ------- | ---------------- |
| 議席数 | 29     | 19     | 5     | 4              | 3     | 2     | 2         | 1     | 1       | 66               |
| 得票率 | 42.9 % | 27.9 % | 7.5 % | 6.8 %          | 5.1 % | 3.4 % | 3.2 %     | 1.7 % | 1.5 %   | （投票率）51.2 % |

左翼党と SO!党の郡議会議員は統一会派を形成している。

### 紋章
ゾースト郡の紋章は、1976年5月26日の文書により、その使用が認可された。
図柄: 銀の盾を左右に二分割。向かって左は直立した赤い鍵で、その歯は外側を向いている。向かって右は、端が縁に届く黒い十字。金色の蘂と金色の萼をもつ5弁の赤いバラが添えられている。

イェーダーマン紋章

解説: この紋章は、ケルン司教の2つの古いシンボルを描いている。ケルン司教は、ヴェストファーレン公領の領主として、ヴェルル市、ゲーセケ市、リューテン市、ゾースト市（1444年までヴェストファーレン公領であった）および郡域の大部分を支配していた。紋章記述上の右、すなわち向かって左半分はケルンの守護聖人聖ペテロの鍵、紋章学記述の左、すなわち向かって右半分はケルンの黒十字である。さらにこの郡の紋章は、1975年に統合され現在のゾースト郡を形成している旧ゾースト郡とリップシュタット郡の紋章要素を組み合わせたものでもある。ペテロの鍵は1375年からゾースト市の紋章として描かれていたものであり、ケルン選帝侯の十字と組み合わせて旧ゾースト郡の紋章として描かれていた。ヴェストファーレン公領と元々はリッペ侯領のリップシュタット市を起源とするリップシュタット郡については、リッペ家のシンボルとしてバラの花が十字の上に配された。
2013年7月1日から「イェーダーマン紋章」が使われているが、これは認可を得ずに使用されている。

### 旗
中央が白、両側が赤に、1:3:1の幅で塗り分けられた地の上に郡の紋章が描かれている。

## 経済と社会資本

### 工業とサービス業
ゾースト郡の経済が第一に農業によっていることは明らかであるが、工業も重要な役割を担っている。
ハールシュトラングの北に、ゾースト郡で最も多くの工業施設が集中している。ここは郡を東西に結ぶ連邦アウトバーン A44号線（ドルトムント - カッセル）の近くに位置している。
ゾースト郡では特に工業とサービス業が混在している。
自動車部品販売の「A.T.U」は、ヴァイデン・イン・デア・オーバープファルツに次ぐ2番目に大きな流通センターをヴェルルで運営しており、ここからドイツ北部全域やベネルクス諸国へ自動車部品を供給している。A.T.U は付属作業所を含む最大の自動車部品チェーンを経営している。流通業者ではこの他に、「オイロパート」（業務用車輌やトラックの部品および工業必需品）もヴェルルのコンヴェルル地区にある。ヴェルルの「スタンダード金属工場」は、銅、真鍮、アルミニウムのパイプを製造している。「ケトラー社」（レジャー用品、ガーデン家具、自転車など）は企業重点をゾースト郡に置いている（エンゼ＝パールジットに本社があり、製造の多くをヴェルルで行い、メーネ人造湖北畔デレッケ近郊の会社が所有するホテルに研修所を行っている）。
ゲーゼケとエルヴィッテには大きなセメント工場がある。
自動車下請け業者の「BDW ゾースト」（旧アルコア）と「ホンゼル」はゾーストに製造工場を有している。ゾーストの「ALSO社」（旧アクテビス）はPCや周辺機器の大手製造業者で、ヨーロッパに商品を供給している。さらに世界中で焼き菓子店を経営する「クーヒェンマイスター GmbH」がゾーストにある。
ヨーロッパにおける自動車用ライトのリーディングメーカーであるリップシュタットの「ヘラ KGaA ヒュック & Co.」はこの地域で数千人を雇用している。リップシュタットのこの他の雇用主には、「ローテ・エルデ社」（金属加工業）や空調設備の販売業者「BHTC」がある。エルヴィッテには、暖房器具の先進的メーカー「ハイマイアー社」がある。同じくエルヴィッテには有名な小型ホイールローダー製造業者「シェッファー社」がある。
ゾースト郡の重要な雇用主でイメージメーカーとなっているのが、ヴァールシュタインのヴァールシュタイナー・ブラウエライである。この会社はドイツ最大級のブルワリーの一つに数えられる。
同じくゾーストに、コカコーラ清涼飲料 AG (CCE AG) の製造工場がある。この企業は、約80人の従業員で清涼飲料の瓶詰めを行っており、ルール地方やニーダーザクセンの大部分の地域に供給している。
ヴィッケデ (ルール) には、鉄鋼加工業者のほかに、病院設備に特化した企業がある。
リューテンのマイステ地区にあるマイスターヴェルクは、ヨーロッパにおけるフロアリング材料のリーディングメーカーである。

### レジャー施設
600万人の人口を抱える近隣のルール地方の休暇時期もゾーストの経済に決して小さくない役割を担っている、周辺をアルンスベルクの森に囲まれたメーネ湖は近郊保養地の役割を果たしている。
これに加えて、温泉も全国的に知られている。バート・ザッセンドルフ、バート・ヴェステルンコッテン（エルヴィッテ）、バート・ヴァルトリースボルン（リップシュタット）である。ゾースト、リップシュタット、ゲーセケ、ヴェルルは、その歴史的景観から多くの観光客を集めている。また、ヴェルル市はドイツで3番目に大きな巡礼地でもある。

### 交通

#### 鉄道
- ハム - ヴァールブルク線。30分ごとにレギオナルバーンの列車（エムス＝ベルデ鉄道）、2時間ごとにレギオナルエクスプレスの列車（ライン＝ヘルヴェーク＝エクスプレス）が運行している。中部ドイツ連絡線の一部をなす広域鉄道 ルール地方 - ハム - カッセル - エアフルト - ケムニッツ線（IC、ゾーストとリップシュタットに停車）も利用できる。
- ドルトムント - ゾースト線。30分ごとにレギオナルバーン（ヘルヴェーク鉄道）の列車が運行している。
- ヴェストファーレン地方鉄道 ミュンスター - ノイベックム - ベックム - リップシュタット - ベレッケ - ヴァールシュタイン/リューテン（貨物営業のみ）

#### 道路
- 連邦道 B1号線。ほぼ旧ヘルヴェークの街道筋に沿っている。この道路は東西を結ぶ重要な交易路のルート上に造られた。この街道は、アーヘンとケーニヒスベルク、さらには北海（ベルギーのブリュッヘ）とロシア（ノヴゴロド）とを結んでいた。2014年と2015年に連邦道 B1号線のゾースト郡を通る部分が、いわゆる「アウトバーンに並行する連邦道に対する連邦政府の廃止コンセプト」に基づき、連邦アウトバーン A44号線と並行している部分が州道に降格された。これ以後旧連邦道 B1号線のエルヴィッテとゾーストとの間は州道 L856号線に、ゾーストとヴェルルとの間は L969号線となった。
- 連邦道 B55号線 - 郡の東部を北から南に貫いている。
- 連邦道 B229号線 - 郡の南部を南から北に向かい、ゾーストで連邦道 B475号線に合流する。
- 連邦道 B475号線 - ゾースト近郊で連邦アウトバーン A44号線から発し、北方向へライネ（ドイツ語版、英語版）まで。
- 連邦道 B516号線 - 郡の南部を西からメーネタールを通って東に向かい、ブリーロン近郊で連邦道 B480に合流する。
- 連邦アウトバーン A44号線 - ゾースト郡内では（旧）連邦道 B1号線と並行している。
- 連邦アウトバーン A2号線 - 郡北部（ヴェルヴァー、リッペタール）で郡域に接している。
- 連邦アウトバーン A445号線 - ヴェルルから発し、ザウアーラントに入り、アルンスベルク＝ネーハイム＝ヒュステン近郊で連邦アウトバーン A46号線に合流する。

#### 自転車道
2008年11月26日からゾースト郡はノルトライン＝ヴェストファーレン自転車友好都市・町村・郡作業共同体 e.V. (AGFS) に加盟している。

### 自動車ナンバー
1956年7月1日にゾースト郡は現行の自動車ナンバー略号 SO の使用を開始した。これは現在に至るまで有効である。
2012年12月3日から、略号 LP（リップシュタット）も使われている。

## 市町村
ゾースト郡は14の市町村で構成されている。
| 市 1. エルヴィッテ (Erwitte, 16,484) 2. ゲーセケ (Geseke, 21,749) 3. リップシュタット (Lippstadt, 69,047) 4. リューテン (Rüthen, 11,049) 5. ゾースト (Soest, 48,250) 6. ヴァールシュタイン (Warstein, 24,464) 7. ヴェルル (Werl, 30,938) 町村 1. アンレヒテ (Anröchte, 10,397) 2. バート・ザッセンドルフ (Bad Sassendorf, 12,528) 3. エンゼ (Ense, 12,398) 4. リッペタール (Lippetal, 12,075) 5. メーネゼー (Möhnesee, 12,106) 6. ヴェルヴァー (Welver, 11,976) 7. ヴィッケデ (ルール) (Wickede (Ruhr), 13,213) （人口は2023年12月31日現在) | ゾースト郡の市町村図 |